# 上村雅之
上村 雅之（うえむら まさゆき、1943年6月20日 - 2021年12月6日）は、日本の技術者。任天堂統合開発本部アドバイザー。
任天堂開発第二部部長として「ファミリーコンピュータ」や「スーパーファミコン」などの開発に携わり、2003年から立命館大学大学院先端総合学術研究科教授。東京都生まれ。

## 経歴
子供の頃はラジオ少年だったが、小学校高学年の頃にテレビという新メディアが登場して心奪われる。テレビ技術者を志し、1967年に千葉工業大学工学部電子工学科を卒業し、早川電機（現・シャープ）に入社。電子回路の技術者を志しての入社だったが、「これからはコンピュータや半導体の時代だ」といわれ、コンピュータや半導体の技術者としてキャリアを積み始める。
太陽電池の開発を手がけていた際に、当時の取引先の一つに「光線銃シリーズ」を手掛けていた任天堂があり、1971年1月、任天堂に引き抜かれる形で入社（当時、シャープから海外転勤や奈良県天理市への転勤の話があり、任天堂では転勤がない事も決め手の一因となったと語っている）。「光線銃シリーズ」の延長線上で生まれた「任天堂レジャーシステム」のゲーム機開発、据え置き型ゲーム機「カラーテレビゲーム15」、「ブロック崩し」などの開発に携わり、1978年に新設された製造本部開発第二部部長となる。
1981年、ファミコンの開発責任者となる。開発コスト削減や発売後の初期不良など多くの問題を解決し、ファミコンを大ヒットさせることに成功する。その後、「ファミリーコンピュータ ディスクシステム」や「スーパーファミコン」などの開発に携わった。サテラビューでは開発の他にも、衛星放送事業部部長も務めた。この際、独自にテレビ研究を深め、任天堂の「テレビを敵に回さない路線」を生み出した。この路線はその後の任天堂のゲームハード設計に強い影響を与えている。
しかし、サテラビューは予定していた結果を出す事は出来ず、また、スーパーファミコンの開発を多くの人の反対（社外の人からもビデオでソニーだけが儲かる条件を突きつけてきて他社がVHSに乗り換えた経緯もあり、ソニーとの提携は要注意を助言されていた）を押し切ってソニーとの提携を推し進めた結果、その後、問題となり、当時の山内溥社長の判断で以降の「NINTENDO 64」や「ニンテンドー ゲームキューブ」の開発にはかかわっていない。
2004年、任天堂退職と同時に同社開発アドバイザーに就任。同年、立命館大学大学院先端総合学術研究科特任教授に就任し、コンピュータゲームの学術的研究に尽力。その成果はCEDEC2010などで報告されている。2009年より、同大学映像学部において「遊びの映像化」をテーマとしたゼミナール（上村・尾鼻ゼミ、通称UOゼミ）を開講し、後進の育成にも尽力している。ただし同ゼミ自体は2014年までとなっている。
2011年、同大学ゲーム研究センター（RCGS）の初代センター長に就任した（2021年3月まで）。
2012年4月、同大学映像学部客員教授に就任した（2017年3月まで）。
2015年、第19回文化庁メディア芸術祭において「功労賞」を受賞した。
2017年4月、同大学衣笠総合研究機構教授に就任した（2019年3月まで）。
2019年4月、同大学映像学部客員教授に就任した。
2020年、メディア芸術（ゲーム）の分野で令和元年度京都市芸術振興賞を受賞。
2021年12月6日、死去。78歳没。同年12月9日に死亡の事実が公表された。

## 著作
著書
- 上村雅之、細井浩一、中村彰憲『ファミコンとその時代 テレビゲームの誕生』NTT出版、2013年6月28日。ISBN 978-4-757-17046-9。

解説
- 上村雅之「ファミコンメディア その技術背景について」『計測と制御』第29巻第6号、1990年6月、551-556頁、doi:10.11499/sicejl1962.29.551。